# OVERSKY
『OVERSKY』（オーバー・スカイ）は、春奈るなの1枚目のオリジナルアルバムである。2013年8月21日にSME Recordsから発売された。

## 音楽性
デビューして約1年でのアルバム発売となった。春奈は、「アルバムをもう出していいのか」という思いと、「ずっとアルバムを出したい」という思いがあったというが、最終的には、完成してとても嬉しかったと語っている。
タイトルには、「空を越えることで、空の先には“宇宙”がある」という想いが込められている。
本作品には、これまで発表したシングル4曲と、春奈が『リスアニ!』誌上で発表したプレデビュー曲「微熱の月」に新曲7曲を加えた全12曲が収録されている。また、6曲目に収録されている「ぼくというきみへ」は、春奈が初めて作詞した楽曲である。

## リリース
発売形態は、初回生産限定盤A（CD+Blu-ray）と初回生産限定盤B（CD+DVD）、通常盤の3形態リリース。
初回生産限定盤には、24ページのブックレットが付き、Blu-rayおよびDVDには、シアトルでの密着ドキュメント映像、2ndシングル「Overfly」と3rdシングル「君がくれた世界」のカップリング曲の楽曲を提供したマチゲリータとの三部作のMV、ジャケットメイキング映像が収録されている。

## 収録曲

### CD
1. Prologue～over the sky～ [1:21]
  - 作詞：Tomoyuki Ogawa、作曲：Tomoyuki Ogawa・Saku、編曲：Saku
2. Overfly [4:27]
  - 作詞・作曲・編曲：Saku
  - テレビアニメ『ソードアート・オンライン』フェアリィ・ダンス編エンディングテーマ
3. Clumsydays [4:01]
  - 作詞・作曲・編曲：Saku
4. 微熱の月 [3:55]
  - 作詞：大塚利恵、作曲・編曲：津波幸平
  - 「リスアニ!」誌上プレデビュー作品
  - 春奈は、声も表現力も今と比べて若いので新鮮に感じると語っている[3]。
5. ネバーランド [4:24]
  - 作詞・作曲：安永龍平、編曲：安永龍平・吉川ノリスケ
6. ぼくというきみへ [4:24]
  - 作詞：春奈るな、作曲：solaya、編曲：森空青
  - 春奈が初めて作詞した楽曲。自身の体験をもとに作詞した今作は、“今”の春奈が“過去”の春奈に向けて歌った切ないメッセージソングとなっている[4]。春奈は、「好きなものは好きでいていい」ことを伝えたくて歌詞を綴ったという[3]。また、「等身大の“春奈るな”を感じてもらえる曲」とも語っている[3]。
7. アイヲウタエ [4:09]
  - 作詞・作曲：じん、編曲：じん、中西亮輔（ストリングアレンジ）
  - テレビアニメ『〈物語〉シリーズ セカンドシーズン』エンディングテーマ
8. 狂想リフレイン [5:23]
  - 作詞・作曲・編曲：Saku
  - 今作の中で特に印象に残っているという一曲。タイトルの通り、ビジュアル系のような曲に仕上がっている。以前からやってみたかったビジュアル系音楽が歌えたこと、イントロとアウトロにセリフを入れることができたということで、「やりたいことがひとまとめにできた曲」と語っている[3]。
9. 終焉の魔法、終天の真意。 [6:09]
  - 作詞・作曲・編曲：マチゲリータ
  - 2ndシングル「Overfly」と3rdシングル「君がくれた世界」のカップリング曲として収録されている三部作シリーズの完結編[3][4]。
10. 暁が過ぎるまで [5:58]
  - 作詞・作曲・編曲：TaimU
11. 空は高く風は歌う [4:30]
  - 作詞・作曲：梶浦由記、編曲：森空青
  - テレビアニメ『Fate/Zero 2ndシーズン』エンディングテーマ
12. 君がくれた世界 [5:10]
  - 作詞・作曲：Tomoyuki Ogawa、編曲：森空青
  - 日本テレビ系『ミュージックドラゴン』5月度エンディングテーマ

### Blu-ray / DVD（初回生産限定盤）
1. シアトル「Sakura-con」密着ドキュメント映像
2. 「OVERSKY」CD Jacket Making Movie
3. 煌く星の病　Music Video（語り：斎藤千和）
4. 「魔法の城、真実の書物。」アニメーション Music Video
5. 終焉の魔法、終天の真意。　Music Video